# Marek Kopel
Marek Stanisław Kopel (ur. 24 marca 1955 w Katowicach) – polski samorządowiec, w latach 1991–2010 prezydent Chorzowa.

## Życiorys
Ukończył studia na Wydziale Organizacji Produkcji Politechniki Śląskiej w Gliwicach. Od 1974 do 1991 pracował w Kopalni Węgla Kamiennego Katowice. Do 1982 był także zawodnikiem hokejowego klubu GKS Katowice.
W styczniu 1991 po raz pierwszy został powołany na urząd prezydenta Chorzowa. Ponownie był wybierany na to stanowisko przez radę miasta w 1994 i 1998, następnie w bezpośrednich wyborach samorządowych w 2002 oraz 2006, w których w 1. turze otrzymał 57,39% głosów. W 2010 przegrał w drugiej turze z kandydatem PO, uzyskując mandat radnego Chorzowa. Utrzymał go również w 2014, kiedy to bez powodzenia kandydował ponownie na urząd prezydenta Chorzowa.
W latach 90. został prezesem stowarzyszenia Wspólnie dla Chorzowa, stanowiącego jego zaplecze wyborcze. Zasiadł w zarządzie Komunalnego Związku Komunikacyjnego GOP.
W 2018 z listy Koalicji Obywatelskiej został wybrany na radnego sejmiku śląskiego VI kadencji. W 2019 bez powodzenia kandydował do Sejmu. W 2024 nie został ponownie wybrany na radnego województwa, wszedł jednak w skład sejmiku VII kadencji w tym samym roku (w miejsce Urszuli Koszutskiej).

## Odznaczenia
W 2005 otrzymał Srebrny Krzyż Zasługi.